# 高遠 さくら路
「高遠 さくら路」（たかとお さくらみち）は、2019年1月12日に発売された水森かおりの27作目のシングル。

## 解説
- 長野県高遠町の桜と悲恋を歌い上げるご当地ソング。
- オリコン初登場5位を記録した。連続初登場TOP10入りの記録を16作連続に更新。TOP5入りは「早鞆ノ瀬戸」以来2作ぶり。
- 楽曲のシングル盤はタイプA、タイプB、タイプC、タイプD、冬の特別盤の5種類がリリースされた。

## 収録曲

### タイプA
1. 高遠 さくら路（4分47秒）
作詞：伊藤薫／作曲：弦哲也／編曲：伊戸のりお
2. 信濃路恋歌（4分37秒）
作詞：たきのえいじ／作曲：弦哲也／編曲：伊戸のりお
3. 高遠 さくら路 (オリジナル・カラオケ)
4. 信濃路恋歌 (オリジナル・カラオケ)
5. 高遠 さくら路 (半音下げカラオケ)
6. 信濃路恋歌 (半音下げカラオケ)
7. 高遠 さくら路 (半音下げカラオケ・ガイドメロ付)
8. 信濃路恋歌 (半音下げカラオケ・ガイドメロ付)

### タイプB
1. 高遠 さくら路（4分47秒）
作詞：伊藤薫／作曲：弦哲也／編曲：伊戸のりお
2. 霧の碓氷峠（4分16秒）
作詞：旦野いづみ／作曲：桧原さとし／編曲：竹内弘一
3. 高遠 さくら路 (オリジナル・カラオケ)
4. 霧の碓氷峠 (オリジナル・カラオケ)
5. 高遠 さくら路 (半音下げカラオケ)
6. 霧の碓氷峠 (半音下げカラオケ)
7. 高遠 さくら路 (半音下げカラオケ・ガイドメロ付)
8. 霧の碓氷峠 (半音下げカラオケ・ガイドメロ付)

### タイプC
1. 高遠 さくら路（4分47秒）
作詞：伊藤薫／作曲：弦哲也／編曲：伊戸のりお
2. 笑顔で遠まわり（3分42秒）
作詞：かず翼／作曲：桧原さとし／編曲：竹内弘一
3. 高遠 さくら路 (オリジナル・カラオケ)
4. 笑顔で遠まわり (オリジナル・カラオケ)
5. 高遠 さくら路 (半音下げカラオケ)
6. 笑顔で遠まわり (半音下げカラオケ)
7. 高遠 さくら路 (半音下げカラオケ・ガイドメロ付)
8. 笑顔で遠まわり (半音下げカラオケ・ガイドメロ付)

### タイプD
1. 高遠 さくら路（4分47秒）
作詞：伊藤薫／作曲：弦哲也／編曲：伊戸のりお
2. 笑顔の向こうに（5分00秒）
作詞：麻こよみ／作曲：弦哲也／編曲：竹内弘一
3. 高遠 さくら路 (オリジナル・カラオケ)
4. 笑顔の向こうに (オリジナル・カラオケ)
5. 高遠 さくら路 (半音下げカラオケ)
6. 笑顔の向こうに (半音下げカラオケ)
7. 高遠 さくら路 (半音下げカラオケ・ガイドメロ付)
8. 笑顔の向こうに (半音下げカラオケ・ガイドメロ付)

### 冬の特別盤
1. 高遠 さくら路（4分47秒）
作詞：伊藤薫／作曲：弦哲也／編曲：伊戸のりお
2. ふたりのHoly Night（4分55秒）
作詞・作曲：伊藤薫／編曲：竹内弘一
3. 高遠 さくら路 (オリジナル・カラオケ)
4. ふたりのHoly Night (オリジナル・カラオケ)
5. 高遠 さくら路 (半音下げカラオケ)
6. ふたりのHoly Night (半音下げカラオケ)
7. 高遠 さくら路 (半音下げカラオケ・ガイドメロ付)
8. ふたりのHoly Night (半音下げカラオケ・ガイドメロ付)
9. サイレント・イヴ（4分40秒）
作詞・作曲：辛島美登里／編曲：竹内弘一
※辛島美登里の同名曲のカバー。